# Coxicerberus arenicola
Coxicerberus arenicola is een pissebed uit de familie Microcerberidae. De wetenschappelijke naam van de soort is voor het eerst geldig gepubliceerd in 1952 door Chappuis & Delamare-Deboutteville.